# Aniconismo
L'aniconismo è l'assenza di rappresentazioni materiali del mondo naturale e soprannaturale in varie culture, in particolare nelle religioni abramitiche monoteiste. Esso può estendersi al solo Dio e divinità fino ai santi, a tutti gli esseri viventi e a tutto ciò che esiste. Il fenomeno è generalmente codificato dalle tradizioni religiose e come tale diventa un tabù. Quando imposto dalla distruzione fisica delle immagini, l'aniconismo diventa iconoclastia. La parola stessa deriva dal greco εικων (immagine) con il prefisso negativo an- (in greco alfa privativo) ed il suffisso -ism (-ισμος).

## Aspetti generali

### Religioni monoteiste
L'aniconismo è stato modellato, nelle religioni monoteiste, da considerazioni teologiche e contesti storici. È emerso come corollario al vedere la posizione di Dio come titolare del potere assoluto e la necessità di difendere questo status unico contro il competere di forze esterne e interne, come gli idoli pagani e gli esseri umani critici. L'idolatria è stata vista come una minaccia per l'unicità e un modo con cui i profeti e i missionari scelsero di combatterla attraverso il divieto di rappresentazioni fisiche. La stessa soluzione agiva contro la pretesa degli esseri umani di avere lo stesso potere della creazione come Dio (da qui la loro messa al bando dai Cieli, la distruzione della Torre di Babele ed il Secondo Comandamento dei testi biblici).

### Aniconismo come costruzione
Alcuni studiosi moderni, lavorando su varie culture, hanno raccolto materiali che dimostrano che l'idea di aniconismo è in molti casi una costruzione intellettuale, atta a soddisfare gli intenti specifici e i contesti storici, piuttosto che un fatto della realtà tangibile (Huntington per il buddismo, Clément per l'Islam e Bland per l'ebraismo - vedi sotto nelle note e riferimenti).

### Buddhismo

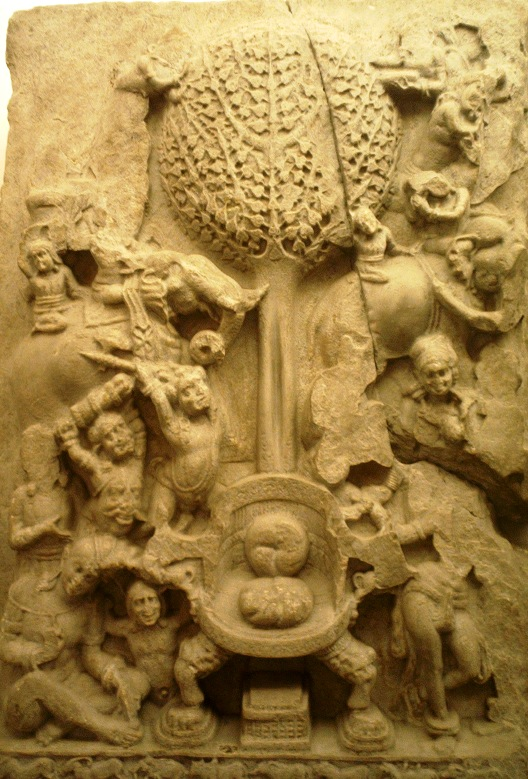
Aniconica rappresentazione dell'assalto di Mara su Buddha, II secolo, Amaravati, India.

L'arte buddhista è stata aniconica: Buddha veniva rappresentato soltanto attraverso simboli (un trono vuoto, l'albero Bodhi, l'impronta del suo piede, la ruota della preghiera). Questa riluttanza verso le rappresentazioni antropomorfiche del Buddha e il sofisticato sviluppo di simboli aniconici da evitare (anche nelle scene narrative in cui apparirebbero altre figure umane), sembra essere collegata ad uno dei detti di Buddha, riportato in Dīgha Nikāya, che scoraggia le rappresentazioni di se stesso dopo l'estinzione del suo corpo. Anche se c'è ancora un certo dibattito, le prime rappresentazioni antropomorfe di Buddha sono state spesso considerate un risultato dell'interazione greco-buddhista.
Nel tardo XX secolo, la teoria consolidata di aniconismo nell'arte buddhista è stata criticata da uno storico dell'arte e la questione è stata oggetto di continui dibattiti.

### Induismo

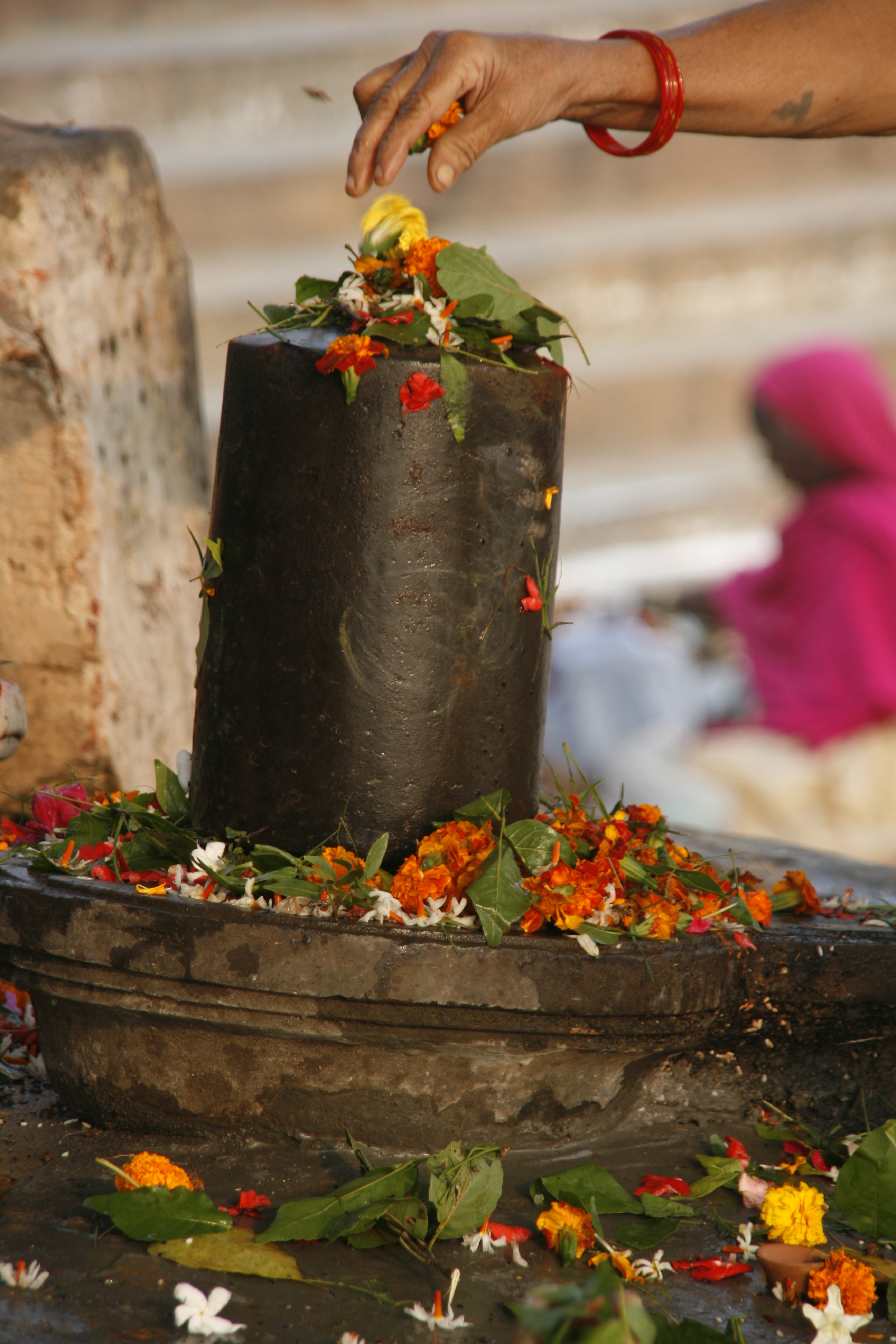
Tradizionale offerta floreale ad un aniconico linga di Shiva a Varanasi

Anche se l'aniconismo è meglio conosciuto in relazione alle religioni abramitiche, i modelli di base sono condivisi tra diverse credenze religiose, tra cui l'induismo, che ha anche credenze aniconiche. Ad esempio, anche se l'induismo è comunemente rappresentato da figure religiose antropomorfe (Murti), l'aniconismo è ugualmente rappresentato con simboli astratti di Dio, come il linga di Shiva e la saligrama. Inoltre, gli indù hanno trovato più facile concentrarsi sulle icone antropomorfe, perché il dio Krishna ha detto nel Bhagavad Gita, capitolo 12, versetto 5, che è molto più difficile mettere a fuoco un dio non manifestato rispetto ad uno con una forma, perché gli esseri umani hanno bisogno di percepire attraverso i sensi.

### Cristianesimo

#### Iconoclastia bizantina
Ci sono stati due periodi di iconoclastia, o di distruzione dell'icona, nell'Impero Bizantino, a metà dell'VIII e all'inizio del IX secolo. Gli aspetti politici dei conflitti erano complessi, con i rapporti tra gli imperatori bizantini, i concili della Chiesa ortodossa e il Papa. Dal punto di vista teologico, il dibattito, come nella maggior parte della teologia ortodossa del tempo, girava intorno alle due nature di Gesù. Gli iconoclasti credevano che le icone non potevano rappresentare sia la natura divina che quella umana del Messia, allo stesso tempo, ma la dovessero rappresentare separatamente. Perciò un'icona che avesse descritto Gesù come puramente fisico sarebbe stata nestorianesimo e chi lo avesse mostrato sia umano che divino non sarebbe stato in grado di farlo senza confondere le due nature in una mista, che sarebbe stato monofisismo, e pertanto tutte le icone furono considerate eretiche. Si è fatto riferimento anche ai divieti di culto delle immagini scolpite nella Legge mosaica.

#### Riforma protestante
L'aniconismo fu anche prevalente durante la riforma protestante, quando alcuni cominciarono a predicare il rifiuto di ciò che percepivano come pratiche cattoliche idolatre che riempivano le chiese con immagini, statue, o reliquie dei santi. Le chiese riformate (calviniste) e certe sette (in particolare i puritani e alcune delle chiese battiste) iniziarono a vietare la visualizzazione di immagini religiose. Un famoso esempio di questo viene da Oliver Cromwell, che espulse re Carlo I e distrusse una reliquia d'oro nella sua chiesa.

#### Nel cristianesimo oggi
Gli Amish continuano ad evitare le fotografie o qualsiasi rappresentazione di persone, tanto che le bambole dei loro bambini di solito hanno i volti bianchi.

### Islam

#### Visione teologica
Il Corano, il libro sacro islamico, non vieta esplicitamente la rappresentazione di figure umane; si limita a condannare l'idolatria (ad esempio Corano 5: 87, 5: 92, 21: 51 e 21: 52). Divieti di rappresentazione figurativa sono presenti negli Ḥadīth, una dozzina durante l'ultima parte del periodo in cui venivano scritti. Poiché questi hadith sono legati a particolari eventi della vita del Profeta Maometto, essi devono essere interpretati come da applicare in modo generale. Gli esegeti sunniti, dal IX secolo in poi, hanno sempre più visto in essi dei divieti categorici alla produzione e all'utilizzo di qualsiasi rappresentazione di esseri viventi. Ci sono variazioni tra diverse scuole religiose e forti variazioni tra le diverse correnti dell'Islam. L'aniconismo è comune tra le sette sunnite fondamentaliste come i salafiti e i wahhabiti (che sono spesso anche iconoclasti) e meno prevalente tra i movimenti liberali nell'Islam. Gli sciti e gli ordini mistici hanno una visione meno rigorosa sull'aniconismo. A livello individuale, anche se non specifica, la maggiore o minore credenza nell'aniconismo può dipendere da quanto credito viene dato agli hadith (ad esempio i seguaci dell'United Submitters International non credono a nessun hadith) e quanto liberale o severa sia la pratica religiosa personale.
L'aniconismo nell'Islam si occupa non solo dell'immagine materiale, ma tocca anche rappresentazioni mentali. Si tratta di una spinosa questione, discussa dai primi teologi, su come descrivere Allah, Maometto e altri profeti, e, anzi, se è lecito a tutti farlo. Allah è di solito rappresentato da attributi immateriali, come "santo" o "misericordioso", comunemente noto dai suoi "Novantanove bei nomi". L'aspetto fisico di Maometto, tuttavia, è ampiamente descritto, in particolare nelle tradizioni sulla sua vita e le opere Sira al-Nabi. Di non minore interesse è la validità degli avvistamenti di personaggi sacri durante i sogni.

#### Aniconismo nella pratica
- Nucleo religioso

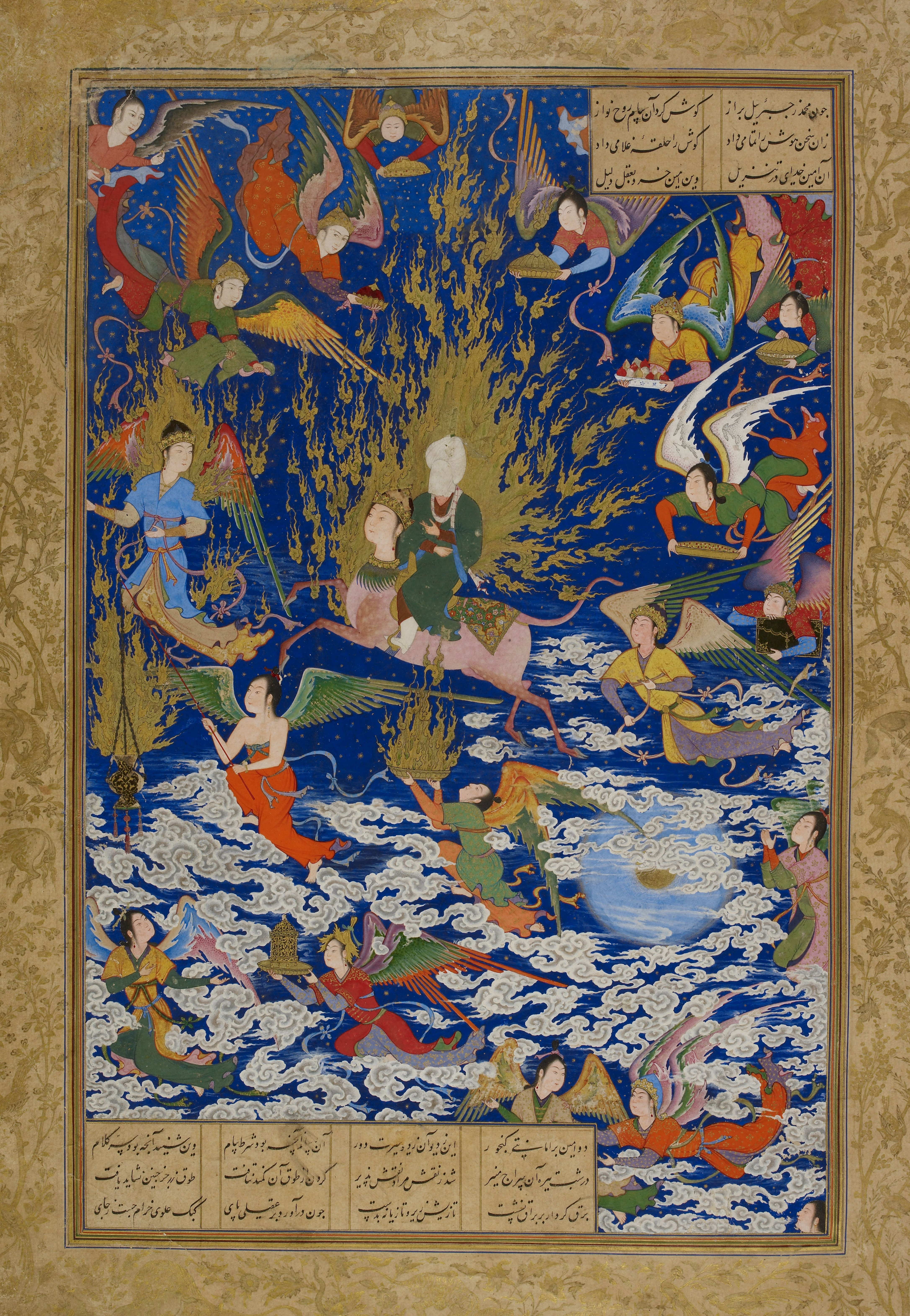
Pittura in miniatura persiana del XVI secolo, raffigurante Maometto. Il suo volto velato, ascende sul Buraq nei cieli, un percorso conosciuto come Mi'raj

In pratica, il nucleo della religione normativa nell'Islam è costantemente aniconico. La sua incarnazione avviene in spazi come la moschea e in oggetti come il Corano o l'abito bianco dei pellegrini che entrano alla Mecca, priva di immagini figurative. Altre sfere della religione - scismi, misticismo, pietà popolare, livello privato - mostrano a questo proposito una significativa variabilità. L'aniconismo profano è ancora più altalenante. Molto in generale, l'aniconsimo nelle società islamiche è limitato nei tempi moderni a specifici contesti religiosi, mentre la sua prevalenza in passato non è stata applicata in numerose aree e in periodi prolungati.
- Oggi

A seconda del segmento di società islamica, l'applicazione dell'aniconismo è caratterizzata da differenze degne di nota. I fattori sono l'epoca considerata, il paese, l'orientamento religioso, l'intento politico, le credenze popolari, il beneficio privato o la dicotomia tra la realtà e il discorso. Oggi, il concetto di un Islam aniconico coesiste con una vita quotidiana inondata di immagini. Emittenti televisive e giornali (che presentano esseri viventi in movimento) hanno un impatto eccezionale sull'opinione pubblica, a volte, come nel caso di Al-Jazira, con una portata globale, al di là della lingua araba e del pubblico musulmano. I ritratti di leader laici e religiosi sono onnipresenti sulle banconote e sulle monete, nelle strade e negli uffici (ad esempio presidenti come Nasser e Mubarak, Arafat, Al-Asad o Hezbollah come Nasrallah e ayatollah come Khomeini). Statue antropomorfe in luoghi pubblici si trovano in diversi paesi musulmani (Saddam Hussein) e le scuole d'arte formano pittori e scultori. Nella campagna egiziana è di moda celebrare e commemorare il ritorno dei pellegrini dalla Mecca sui muri delle case. A volte coloro che professano aniconismo praticano la rappresentazione figurativa (cfr ritratti di talebani negli studi fotografici di Kandahar durante il loro divieto imposto sulla fotografia). Per le comunità scite, il ritratto della maggiori figure della storia dell'Islam sono importanti elementi di devozione religiosa. Ritratti di ʿAlī – con volto velato o visibile – possono essere liberamente acquistati in Iran anche per le strade, per essere appesi alle pareti di casa, mentre in Pakistan, India e Bangladesh vengono utilizzati per decorare i furgoni, i bus e i risciò. Contrariamente alle tradizioni sunnite, un'immagine fotografica di un morto può essere messa nella tomba di uno sciita. Una curiosità in Iran è che un'immagine dovrebbe rappresentare il profeta Maometto come un giovane ragazzo. L'ayatollah Ali al-Sistani in Iraq emise una fatwā dichiarando che le raffigurazioni di Maometto, dei Profeti e di altri personaggi sacri, era ammissibile se fatta con il massimo rispetto.
- Passato

La rappresentazione di esseri viventi nei paesi islamici non è un fenomeno moderno o dovuto alla tecnologia attuale, all'occidentalizzazione o al culto della personalità. Statue di esseri umani e animali adornavano i palazzi dell'epoca degli Omayyadi, e gli affreschi erano comuni presso la stessa dinastia, e anche dopo in diversi paesi in particolare presso i Safavidi e in altre dinastie dell'Asia centrale. Miniature figurative medievali di India, Persia e Turchia sono uno dei motivi dell'arte islamica che hanno una buona dose di attrazione nelle società non musulmane. Potenti regnanti come lo Shah Tahmasp in Persia e Akbar in India, mecenati di alcune tra le più belle miniature figurative nelle arti provenienti dai paesi islamici, migrarono, nel corso della loro vita, tra uno stravagante figurativo e un periodo di estremo aniconismo. Le rappresentazioni di Maometto, che vanno dal XV al XVII secolo (velato, e senza veli), e di altri profeti e personaggi biblici, come Adamo, Abramo o Gesù; Salomone e Alessandro il Grande, divennero comuni nei manoscritti miniati di Persia, India e Turchia. Estremamente rari sono i Corano con immagini di Maometto come in un manoscritto della Spagna musulmana databile al XVI secolo, con cinque califfi Omayyadi a Abbasidi. Anche Iblīs appare in diversi manoscritti miniati. Non vi sono però manoscitti nei quali appaiano figure di Allah.
- Metodi di elusione

Gli artisti musulmani medievali trovavano vari modi per non violare alcun divieto di immagine, pur rappresentando gli esseri viventi. Si può sostenere che, poiché Dio è assoluto, l'atto della rappresentazione è il suo proprio e non quello di un essere umano; e le miniature sono ovviamente rappresentazioni molto crude della realtà, così le due non possono essere scambiate. A livello materiale, i profeti nei manoscritti possono avere il volto coperto da un velo o tutti gli esseri umani hanno un tratto disegnato sul collo, un taglio simbolico che li difende da essere vivi. La calligrafia, la più islamica delle arti del mondo musulmano, ha anche il suo lato figurativo grazie agli antropologici e zoomorfi calligrammi.

## Ebraismo

### Tanakh
Diversi versi della Bibbia ebraica (Tanakh) fanno riferimento a divieti della creazione di varie forme di immagini, invariabilmente legate direttamente all'idolatria. Il più forte si basa su quello che il giudaismo considera come il secondo dei Dieci comandamenti:
Non avrai altro dio fuori che me. Non rappresentare [questi] dèi in statue scolpite o con l'immagine di qualcosa nel cielo, quaggiù sulla terra o nelle acque sotto la terra. Non ti prostrerai davanti a [tali dèi] e non li servirai. Io sono il Dio tuo Signore, un Dio che esige culto esclusivo. Per i miei nemici, tengo presente il peccato dei padri per i [loro] discendenti, fino alla terza e quarta [generazione]. Ma per quelli che mi amano e osservano i miei comandamenti, mostro l'amore per migliaia [di generazioni] (Esodo 20:3-6)
Questo divieto è molto diffuso. Ad esempio, Levitico 26:1 dice:
[Pertanto], non create voi stessi falsi dei. Non create un idolo di pietra o un pilastro sacro. Non mettete una pietra nel vostro paese in modo da potervi prostrare su di essa. Io sono Dio vostro Signore.
Simili ingiunzioni appaiono in Numeri 33:52 e Deuteronomio 4:16, e 27:15; in ogni caso, la creazione delle immagini è associata all'idolatria, e in effetti, le parole comunemente tradotte come "immagine" o qualche variante di esse (פסל pesel, שקוץ shikuts) sono generalmente utilizzate in modo intercambiabile con parole tipicamente tradotte come "idolo" (ad esempio, אליל elil). (Un'importante eccezione è צלם tselem, usato in Genesi 1:26: "facciamo l'uomo a nostra immagine". Questo termine non è associato ad un idolo.)
Sulla base di questi divieti, i profeti ebraici, come ad esempio Isaia, Geremia, Amos e altri, predicarono molto fortemente contro l'idolatria. In molti dei loro sermoni, come registrato nei libri biblici che portano il loro nome, consideravano l'uso di immagini religiose come un segno negativo di assimilazione delle circostanti culture pagane dell'epoca.

### Halakha
Nonostante l'associazione semantica con gli idoli, l'Halakha ("legge ebraica"), come insegnata dal Shulkhan Arukh ("Codice di diritto ebraico") e ancora praticata e applicata oggi dal giudaismo ortodosso, interpreta i versi che vietano la creazione di alcuni tipi di immagini scolpite di persone, angeli, o corpi astronomici, anche se non vengono effettivamente utilizzati come idoli. Il Shulkhan Arukh afferma: "È vietato rendere le immagini solide o in rilievo completo di persone o angeli, o immagini di corpi celesti, ad eccezione che per motivi di studio". (I "corpi celesti" sono inclusi perché le stelle e i pianeti erano venerati da alcune religioni sotto forme umane. Sono ammessi i modelli astronomici per scopi scientifici sotto la categoria di "studio".) 

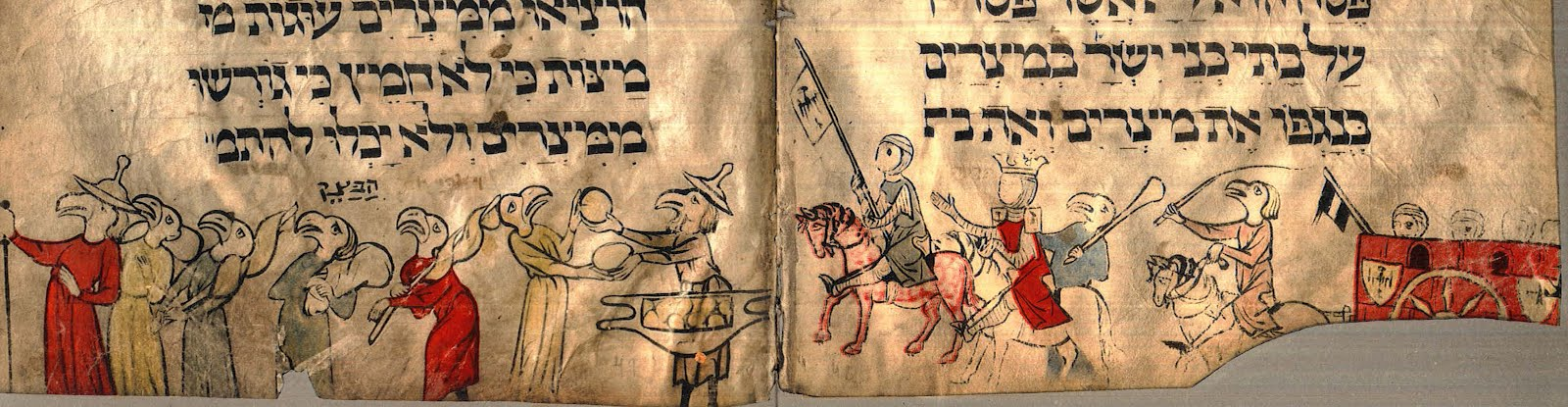
Un'illustrazione da Birds' Head Haggadah, c. 1300, illustrazione del Libro dell'Esodo. Gli ebrei in fuga sono raffigurati con teste di uccelli, mentre il faraone e la maggior parte degli egiziani che li inseguono hanno cerchi bianchi, con o senza gli occhi, come teste; due di loro, tuttavia, hanno le teste di uccelli. I cappelli Judenhut sono tipici del XIV secolo in Germania.

### Differenze tra i media
Anche se il divieto si applicava principalmente alla scultura, c'erano alcune autorità che vietavano rappresentazioni bidimensionali integrali. Alcune basandosi sulla loro interpretazione del Talmud dell'epoca e altre sulla Kabbalah. Da segnalare anche il ritratto del rabbino Tzvi Ashkenazi (noto come "Hakham Tzvi"), che si trova nel Museo ebraico di Londra. Sulla base della sua interpretazione di tale divieto, Hakham Tzvi rifiutò di posare per il suo ritratto. Tuttavia, la comunità ebraica di Londra voleva un ritratto e lo commissionò con l'intesa che dovesse essere fatto senza che Hakham Tzvi ne venisse a conoscenza. Il figlio di Hakham Tzvi, Rabbi Jacob Emden, dice che ha una perfetta somiglianza.
Inoltre, vi è un tipo di rappresentazione, cioè il bassorilievo su una superficie piana, che è particolarmente problematica. Rabbi Jacob Emden discusse una medaglia coniata in onore di Rabbi Eliezer Horowitz che presenta il ritratto di Horowitz. Emden sostenne che questa violava l'ingiunzione contro le raffigurazioni. Inoltre, molti ritengono che tali rappresentazioni nella sinagoga o violano questa ingiunzione o non sono consentite, in quanto danno l'impressione di violare questa ingiunzione. Più in particolare, il rabbino David ibn Zimra e Rabbi Joseph Karo ritengono che le sculture di leoni (ad esempio, quelle che rappresentano il Leone di Giuda) sono inadeguate nelle sinagoghe.

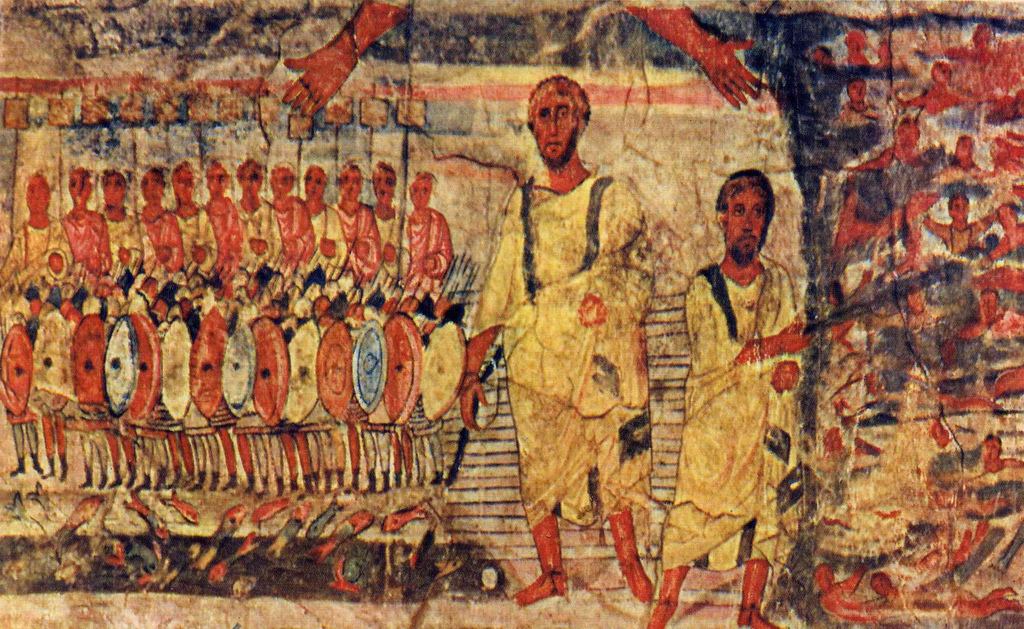
Passaggio del mar Rosso, dalla sinagoga di Dura Europos, con due mani di Dio, III secolo.

D'altra parte, alcune autorità ritengono che l'ebraismo non abbia obiezioni per la fotografia o altre forme d'arte bidimensionale e le raffigurazioni di esseri umani possono essere inserite in libri religiosi, come il pasquale Haggadah e nei libri per bambini su personaggi biblici e storici. Sebbene la maggior parte degli ebrei chassidici hanno dei televisori nelle loro case, questo non è legato alla proibizione contro l'idolatria, ma, piuttosto al contenuto delle programmazioni. I chassidici di tutti i gruppi visualizzano regolarmente i ritratti dei loro Rabbi e in alcune comunità, i bambini si scambiano "carte rabbi" che sono simili alle figurine dei calciatori. Sia nel chassidismo che nel giudaismo ortodosso, scattare fotografie o fare riprese video sono azioni vietate il Sabbath e nei giorni dei santi ebrei, ma questo divieto non ha nulla a che fare con l'idolatria. Piuttosto, è legato al divieto di lavoro e attività creative in questi giorni.

### Tempi moderni
Anche se, in tempi biblici, gli ebrei erano attivamente iconoclasti e distruggevano gli idoli di altre religioni che si trovavano nella loro giurisdizione politica, oggi c'è più tolleranza per le altre culture. Nello Stato di Israele, tutti i siti religiosi, ebrei e non ebrei allo stesso modo, sono protetti dalla legge. Anche se la legge ebraica insegna che l'idolatria è vietata a tutta l'umanità come una delle sette leggi di Noè, gli ebrei oggi combattono i divieti attraverso la discussione, il dibattito e l'istruzione, piuttosto che con la distruzione fisica di statue e santuari. Tuttavia, molti ebrei tradizionalisti seguono ancora i divieti ad entrare nei luoghi di idolatria e non presenziano a funzioni tenute in edifici dove ci sono statue religiose.
In una confutazione della credenza di un ebraismo aniconico, e più in generale in una sottostima delle arti visive ebraiche, lo storico delle idee Kalman Bland ha recentemente proposto che il fenomeno è una costruzione moderna e che "l'aniconismo ebraico si è cristallizzato in contemporanea con la costruzione della moderna identità ebraica".

## Religione Bahá'í
Per i seguaci della religione Bahá'í, le fotografie e le rappresentazioni di Báb e Bahá'u'lláh, che sono considerate manifestazioni di Dio, sono molto preziose. Esse sono viste e trattate con riverenza e rispetto e la loro esistenza in sé non è considerata offensiva. Tuttavia, Shoghi Effendi, il Guardiano della Fede Bahá'í, ha dichiarato che i credenti dovrebbero visualizzare solo le immagini quando possono essere trattate con il massimo rispetto e non lasciarle esposte al pubblico o visualizzate nelle case private:
"Non vi è nulla da obiettare sul fatto che i credenti guardino la foto di Bahá'u'lláh, ma dovrebbero farlo con la massima riverenza e, inoltre, non permettere che sia esposta apertamente al pubblico, anche nelle loro case private."
(Da una lettera scritta a nome di Shoghi Effendi a un credente, 6 dicembre 1939, ripubblicata in Lights of Guidance, p. 540)
Shoghi Effendi, ha scritto anche in Directives from the Guardian rispetto ai ritratti di Báb:
"Il ritratto del Báb deve essere considerato come un inestimabile privilegio e una benedizione, poiché alle generazioni passate è stato negato un assaggio del Volto della Manifestazione, una volta passato."
(Shoghi Effendi, Directives from the Guardian, p. 43)
Due immagini di Bahá'u'lláh e un ritratto del Báb sono mostrate nel Centro mondiale bahai nell'edificio degli International Archives, dove la visione del Bahá'ís è parte di un pellegrinaggio.

## Altre religioni
Nell'arte africana l'aniconismo varia da cultura a cultura dalle elaborate maschere e statue di esseri umani e animali alla loro totale assenza. Una caratteristica comune, però, in tutto il continente è che l'"alto Dio" non ha forma materiale. Sui popoli germanici, lo storico romano Tacito scriveva: "Non considerano dio abbastanza potente per i Cieli da rappresentarlo sulle pareti o da visualizzarlo in qualche forma umana.". La sua osservazione non era però generalizzata a tutti i popoli germanici come suggeriscono prove documentali (vedi Pietre di Ardre).
Nella cultura aborigena australiana vi è un divieto e una tradizione tribale alla rappresentazione dei morti, tra cui la fotografia, in quanto si ritiene che la raffigurazione inibirà il loro passaggio al Tempo del Sogno degli antenati. Questo ha portato alcuni giornali australiani a pubblicare delle scuse accanto ai necrologi.

### Generale
- Jack Goody, Representations and Contradictions: Ambivalence Towards Images, Theatre, Fiction, Relics and Sexuality, London, Blackwell Publishers, 1997. ISBN 0631205268.

### Bahá'í
- Compiled by Helen Bassett Hornby, Lights of Guidance: A Bahá'í Reference File, Bahá'í Publishing Trust, India, 1988, ISBN 81-85091-46-3.

### Buddhismo
- S. L. Huntington, "Early Buddhist art and the theory of aniconism", Art Journal, 49:4 (1990): 401-8.

### Islam
- Terry Allen, "Aniconism and Figural Representation in Islamic Art", Five Essays on Islamic Art, Occidental (CA), Solipsist, 1988. ISBN 0-944940-00-5
- (FR)  Gilbert Beaugé & Jean-François Clément, L'image dans le monde arabe [The image in the Arab world], Paris, CNRS Éditions, 1995, ISBN 2-271-05305-6
- (DE)  Rudi Paret, Das islamische Bilderverbot und die Schia [The Islamic prohibition of images and the Shi'a], Erwin Gräf (ed.), Festschrift Werner Caskel, Leiden, 1968, 224-32.

### Ebraismo
- Kalman P. Bland, The Artless Jew: Medieval and Modern Affirmations and Denials of the Visual, Princeton, Princeton University Press, 2001. ISBN 069108985X Introduction: